# Syneches thoracicus
Syneches thoracicus är en tvåvingeart som först beskrevs av Thomas Say 1823.  Syneches thoracicus ingår i släktet Syneches och familjen puckeldansflugor. Inga underarter finns listade i Catalogue of Life.